# Contea di Bolivar
La contea di Bolivar (in inglese Bolivar County) è una contea dello Stato del Mississippi, negli Stati Uniti. La popolazione al censimento del 2000 era di 40 633 abitanti. Il capoluogo di contea è Cleveland.